# Semione
Semione foi uma comuna da Suíça, no Cantão Tessino, com cerca de 345 habitantes. Estendia-se por uma área de 10,5 km², de densidade populacional de 33 hab/km². Confinava com as seguintes comunas: Biasca, Bodio, Ludiano, Malvaglia, Pollegio, Sobrio.
A língua oficial nesta comuna era o Italiano.

## História
Em 1 de abril de 2012, passou a formar parte da nova comuna de Serravalle.